# Landtagswahl in Tirol 1970
- SPÖ: 12
- ÖVP: 23
- FPÖ: 1

Die Landtagswahl in Tirol 1970 fand am 4. Oktober 1970 statt. Die Österreichische Volkspartei (ÖVP) erlitt dabei Verluste und verlor zwei ihrer 25 Mandate an die Sozialistische Partei Österreichs (SPÖ), die mit 12 Abgeordneten ihr bestes Ergebnis bei einer Landtagswahl in Tirol in der 2. Republik erreichte. Die Freiheitliche Partei Österreichs (FPÖ) blieb nahezu unverändert und konnte ihr einziges Mandat halten. Die Kommunistische Partei Österreichs (KPÖ) trat 1970 wieder an, nachdem sie 1965 nicht kandidiert hatte, verfehlte jedoch ebenso wie die Demokratische Fortschrittliche Partei (DFP), die Liberale Partei Österreichs (LPÖ) und die Parteifreien Demokraten (PFD), die jeweils nur in den Wahlkreisen Innsbruck-Stadt, West und Mitte kandidiert hatten den Einzug in den Landtag. 
1970 waren 326.425 Menschen bei der Landtagswahl stimmberechtigt, wobei dies eine Steigerung der Wahlberechtigten um 17.499 Personen bedeutete. Auch die Wahlbeteiligung war gegenüber 1965 leicht von 90,72 % auf 92,34 % gestiegen. 

## Gesamtergebnis
|                                         | Ergebnisse 1970 | Ergebnisse 1970 | Ergebnisse 1970 | Ergebnisse 1965  | Ergebnisse 1965  | Ergebnisse 1965  | Differenzen | Differenzen | Differenzen |  |
| --------------------------------------- | --------------- | --------------- | --------------- | ---------------- | ---------------- | ---------------- | ----------- | ----------- | ----------- |  |
| Wahlberechtigte                         | 326.425         | 326.425         | 326.425         | 308.926          | 308.926          | 308.926          | + 17.499    | + 17.499    | + 17.499    |  |
| Wahlbeteiligung                         | 92,34 %         | 92,34 %         | 92,34 %         | 90,72 %          | 90,72 %          | 90,72 %          | + 1,62 %    | + 1,62 %    | + 1,62 %    |  |
|                                         | Stimmen         | %               | Mand.           | Stimmen          | %                | Mand.            | Stimmen     | %           | Mand.       |  |
| Abgegebene Stimmen                      | 301.411         |                 |                 | 280.266          |                  |                  | + 21.145    |             |             |  |
| Ungültig                                | 5.093           | 1,69 %          |                 | 10.771           | 3,84 %           |                  | - 5.678     | - 2,15 %    |             |  |
| Gültig                                  | 296.318         | 98,31 %         |                 | 269.495          | 96,16 %          |                  | + 9.112     | + 2,15 %    |             |  |
| Partei                                  |                 |                 |                 |                  |                  |                  |             |             |             |  |
| Österreichische Volkspartei (ÖVP)       | 179.146         | 60,46 %         | 23              | 171.206          | 63,53 %          | 25               | + 7.940     | - 3,07 %    | - 2         |  |
| Sozialistische Partei Österreichs (SPÖ) | 99.169          | 33,47 %         | 12              | 82.064           | 30,45 %          | 10               | + 17.105    | + 3,02 %    | + 2         |  |
| Freiheitliche Partei Österreichs (FPÖ)  | 16.927          | 5,71 %          | 1               | 16.225           | 6,02 %           | 1                | + 702       | - 0,31 %    | ± 0         |  |
| Kommunistische Partei Österreichs (KPÖ) | 477             | 0,16 %          | 0               | nicht kandidiert | nicht kandidiert | nicht kandidiert | + 477       | + 0,16 %    | ± 0         |  |
| Sonstige1                               | 599             | 0,20 %          | 0               | nicht kandidiert | nicht kandidiert | nicht kandidiert | + 599       | + 0,20 %    | ± 0         |  |
| Gesamt                                  | 296.318         | 100,00 %        | 36              | 269.495          | 100,00 %         | 36               | + 26.823    |             |             |  |

1Demokratische Fortschrittliche Partei (DFP), Liberale Partei Österreichs (LPÖ) und Parteifreie Demokraten (PFD)